# Фанк, Арнольд
А́рнольд Фанк, полное имя А́рнольд Ге́нрих Фанк (нем. Arnold Heinrich Fanck; 6 марта 1889, Франкенталь, Пфальц, Королевство Бавария в составе Германской империи — 28 сентября 1974, Фрайбург-им-Брайсгау, Федеративная Республика Германии) — немецкий кинорежиссёр, оператор, монтажёр и мемуарист, основатель и наиболее крупный представитель жанра горных фильмов. Один из наиболее видных представителей немецкого кино 1920-х и 1930-х годов. Арнольд Фанк получил хорошее образование. В 1915 году он защитил докторскую диссертацию по геологии. Её темой стали окаменелости Санкт-Галлена.
Свои наиболее известные фильмы Фанк снял в годы существования Веймарской республики. Один из них — «Священная гора» — был удостоен Золотой медали на кинофестивале в Венеции. Историки кино расходятся в оценке положения режиссёра в Третьем рейхе. Если одни из них характеризуют Фанка как баловня нацистского режима, то другие утверждают, что он был в это время персоной нон грата. В это время режиссёр снял шесть полнометражных игровых и несколько короткометражных документальных фильмов.
После окончания Второй мировой войны Арнольд Фанк вынужден был давать показания Следственному комитету в связи с расследованием его деятельности в 1933—1945 годах, но был оправдан. Он три года занимался лесным бизнесом, затем погрузился в личную жизнь и писал мемуары, а в конце жизни некоторое время работал на телевидении ФРГ. К работе в кинематографе ему вернуться не удалось.
Современные культурологи и историки кино не только анализируют фильмы Арнольда Фанка на предмет выявления особенностей художественных образов, созданных режиссёром, но и соотносят их с философскими и эстетическими концепциями прошлого и настоящего.

## Биография

### Детство и юность
Арнольд Фанк родился 6 марта 1889 во Франкентале в Пфальце на территории Баварского королевства в составе Германской империи. Отец Арнольда Фанка занимал должность директора крупного сахарного завода во Франкентале в Баварии (Ули Юнг называл Арнольда Фанка сыном предпринимателя). Глава семьи скончался в 1906 году, но к тому времени полностью обеспечил в финансовом отношении свою семью.
В детстве Арнольд Фанк отличался слабым здоровьем. Врачи диагностировали у него туберкулёз, хронический бронхит, астму. Частыми были приступы удушья, судороги. В своих воспоминаниях режиссёр писал об охватывавшем его в детстве паническом страхе. Мальчик сталкивался с атрофией мышц и несколько раз учился ходить заново. Санаторий в Давосе, куда Фанка отправили родители, лыжный спорт и альпинизм позволили ему поправить здоровье и получить хорошее образование. В 1899—1903 годах Арнольд Фанк посещал Интернат имени герцога Фридриха I Баденского в Давосе, в 1906—1909 годах изучал программу средней школы в прогимназии города Франкенталя, после её окончания получил аттестат зрелости в Бертольд-гимназии во Фрайбурге-им-Брайсгау, в 1909—1910 годах проходил обучение в Мюнхенском и Берлинском университетах на факультете философии и истории искусства, в 1911—1912 годах изучал химию и геологию в Цюрихском университете. Лени Рифеншталь утверждала, что Фанк учился в Цюрихском университете одновременно с Владимиром Лениным и был с ним лично знаком. Иной взгляд на этот вопрос высказывала британская писательница и альпинистка Одри Салкелд: Фанк преподавал в Цюрихском университете, когда в этом городе проживал российский революционер.
В юности будущий режиссёр совмещал два своих хобби — альпинизм и фотографирование. В 1913 году Фанк сопровождал киногруппу Бернхарда Готхарта на горный массив Монте-Роза и познакомился на съёмках со своим будущим оператором Зеппом Альгейером. Одри Салкелд утверждала, что это было первое знакомство Фанка с кинематографом, до этого он не только не интересовался кино как искусством, но и не ходил в кинотеатры. В ходе восхождения был снят короткометражный фильм, в котором Фанк принял участие как актёр. Он назывался «Первое восхождение на Монте-Розу с кинокамерой и лыжами». Сам Фанк на лыжах спустился перед камерой с вершины высотой 4600 метров по крутым склонам в долину. Фильм был утерян во время Первой мировой войны. Копия фильма была найдена в частной швейцарской коллекции в 1999 году.
В 1913—1915 годах Фанк работал над диссертацией в Цюрихском университете. Диссертация носила название: «Бесшовная деформация окаменелостей под действием тектонического давления и его влияние на идентификацию видов: наблюдения и обработка пелеципод морской молассы Санкт-Галлена» (нем. «Die bruchlose Deformation von Fossilien durch tektonischen Druck und ihr Einfluss auf die Bestimmung der Arten: beobachtet und bearbeitet and den Pelecypoden der St. Galler Meeresmolasse»). По данным Deutsches Filminstitut, с началом Первой мировой войны он записался добровольцем, но вскоре был демобилизован из-за участившихся приступов астмы.
В 1915 году за диссертацию по окаменелостям Санкт-Галлена Фанк был удостоен докторской степени. Позднее в титрах своих фильмов он будет фигурировать как «доктор Арнольд Фанк».
Защитив диссертацию, Фанк вернулся в армию и служил в фотоотделе контрразведки, где познакомился с легендарной немецкой шпионкой Эльсбет Шрагмюллер, более известной как «Фройляйн Доктор» или «Мадмуазель Доктор». В 1933 году Фанк планировал поставить посвящённый ей фильм, однако осуществить эти планы ему не удалось. Престижное место на военной службе ему помог получить товарищ по совместной учёбе в Цюрихском университете, сын генерала Ханс Роде, как и будущий режиссёр, увлекавшийся альпинизмом.

### Зрелость и творчество в годы Веймарской республики
После окончания войны Арнольд Фанк некоторое время занимался торговлей коврами (перспектив для занятия научной работой не было из-за инфляции и безработицы среди учёных), благодаря чему сумел накопить 9 тысяч швейцарских франков, купил собственную кинокамеру производства фирмы Эрнеманна и 3000 метров обрезков использованной киноплёнки, которые он длительное время бережно хранил, а в 1919 году основал «Berg- und Sportfilm GmbH» (в инфляционном 1923 году Фанк и его друзья покинули «Berg- und Sportfilm», компания была ликвидирована в 1926 году и вычеркнута из официального реестра компаний в 1931 году). Кинокомпания выпускала художественные фильмы, анимацию, документальные картины и фотоальбомы. На этой студии в качестве режиссёра, оператора и монтажёра Фанк снял свои первые документальные фильмы. Из-за низкой популярности у публики он показывал их в арендованных на собственные деньги кинозалах. Компания Фанка снимала документальные фильмы не только о лыжном спорте и альпинизме, но и о других спортивных дисциплинах: джиу-джитсу, боксе, плавании, парусном спорте, футболе и гребле. Фанк также выпустил серию «культурфильмов» в качестве продюсера.
Покорение гор стало любимой темой в творчестве Фанка. Он вошёл в кинематограф без профессиональной подготовки. Первые документальные фильмы Фанка, в которых он прославлял горный спорт: «Чудо горных лыж» (1920, нем. «Die Wunder des Schneesschuhs» — самый первый документальный фильм Фанка, полная версия его утеряна, сохранились только сцены, не вошедшие в фильм, и короткая версия фильма; начало ленты рассказывало о технике катания на лыжах, середина фильма её демонстрировала, в заключение был показан рискованный спуск в долину), «В борьбе с горами» (1921, нем. «Im Kampf mit dem Berge», другое название — «В бурю и среди льдов. Альпийская симфония в картинах», нем. «In Sturm und Eis. Eine Alpensymphonie in Bildern», оригинальная версия была утеряна во время Второй мировой войны, но в настоящее время восстановлена; режиссёр умело наращивал и снимал напряжение в повествовании, данный фильм близок более поздним художественным фильмам Фанка), «Охота на лис в Энгадине» (1923, нем. «Das Wunder des Schneeschuhs, 2. Teil: Eine Fuchsjagd auf Skiern durchs Engadin»). Эти документальные фильмы запечатлели красоту реальной природы в то время, когда большинство немецких фильмов снимались в павильоне. Немецкий кинокритик X. Волленберг отмечал, что «горные фильмы вознесли кинокамеру к самым вершинам — радость артистического открытия принесла на киноэкран красоту и драму реального мира».
Нэнси П. Ненно видела в первых фильмах Фанка конфликт между альпинизмом XIX века и массовым туризмом начала XX века. В них современный городской турист предстаёт отрицательным персонажем, на фоне которого романтическая фигура альпиниста становится образцом для подражания. В глазах городского туриста альпийский пейзаж — уже не объект духовности и паломничества, а предмет потребления. Тем не менее Фанк способствовал превращению региона Альп в популярное туристическое направление, сначала в своих лыжных и спортивных, а затем и в художественных фильмах. Ненно отмечала, что, хотя лыжный спорт первоначально был отвергнут сообществом любителей горных видов спорта как выродившаяся, «ублюдочная» форма альпинизма, полезность во время Первой мировой войны привела к его широкому распространению, а успех первых документальных видов Фанка способствовал популярности катания на лыжах у обывателей. Ненно предлагала различать у Фанка горный фильм и лыжный фильм по тому, как они представляют природный ландшафт. В лыжных фильмах альпийский пейзаж служит простым фоном для соревнований по лыжным гонкам. В горных же фильмах центральными мотивами являются самопознание и преодоление препятствий. Ненно сравнивала героя «Священной горы» с Фаустом и Парцифалем в поисках Святого Грааля, подчёркивая его одиночество и принадлежность к элите. Она отмечала не только визуальные отголоски живописи немецких художников-романтиков, но и образы, взятые из произведений литераторов-романтиков. В частности, имя «Диотима» взято Фанком из романа Фридриха Гёльдерлина «Гиперион, или Отшельник в Греции», опубликованного в 1797—1799 годах. Ненно находила в поведении Диотимы и построении кадра с её участием в фильме проявление потребительского отношения к природе горного ландшафта, характерное для туристов-обывателей начала XX века.
Главную роль в первых горных документальных фильмах исполнял профессиональный лыжник Ханнес Шнайдер. Это стимулировало интерес к недавно созданной лыжной школе Шнайдера. Уже к 1923 году на его занятия был настолько высокий спрос, что Шнайдеру пришлось нанять более двадцати инструкторов. В это же время Фанк и Шнайдер совместно издали двухтомник, содержащий сотни фотографий, кадров из фильмов и репродукций, предназначенный в качестве руководства по занятиям лыжным спортом. Двухтомник был издан на нескольких языках и оказался успешным на международном книжном рынке.
Человек в ранних фильмах Фанка присутствует в кадре либо в качестве декоративного элемента, либо — причины, запускающей в действие естественный природный механизм и создающей орнамент, например, двигаясь по снегу на лыжах. Главным героем становится природа. Преподаватель Гуманитарного института телевидения и радиовещания имени М. А. Литовчина Игорь Беленький в учебном пособии для студентов киновузов писал, что Фанк ограничивался в первых документальных фильмах скромным намерением показать, «насколько прекрасен альпинизм и как великолепно можно отдохнуть, катаясь на горных лыжах». Эти фильмы, по мнению Беленького, не выходили за рамки видового кино и любительского уровня.
От документального кино Арнольд Фанк перешёл к игровым фильмам. Киностудия Universum Film AG, например, предложила ему достаточную сумму для съёмок фильма о горах, но при условии, что в нём будет сюжетная линия. В результате впоследствии появился фильм «Священная гора». Вокруг режиссёра со временем образовалась постоянная группа увлечённых альпинизмом и одарённых сотрудников и исполнителей: операторы Зепп Альгайер и Ханс Шнеебергер, актёр Луис Тренкер и танцовщица Лени Рифеншталь, получившая впоследствии широкую известность в качестве актрисы и режиссёра. Фильмы режиссёра этого периода уже соединяли горные вершины и неразрешимые конфликты, возникающие между теми, кто их решил покорить. Немецкий историк кино Зигфрид Кракауэр писал об этих фильмах: «Всякий, кто видел их, помнит громады сверкающих белых глетчеров на фоне тёмного неба, прихотливую игру облаков, похожих на снежные горы, ледяные сталактиты, свисающие с крыш и с наличников крошечных шале, а в расселинах таинственные ледяные чертоги переливчато сияли при свете факелов ночной спасательной экспедиции». Кракауэр утверждал, что творчество режиссёра было востребовано в 1920-е годы значительной частью населения Германии с «академическими званиями и без оных», но, с его точки зрения, особый отклик оно находило у студенчества. О массовом ажиотаже вокруг горных фильмов Фанка Кракауэр писал: «Драмы Фанка раздули этот горный психоз до такой степени, что непосвящённых уже стала раздражать эта смесь сверкающих ледорубов и бешеных альпинистских страстей». Игорь Беленький подобный «психоз» объяснял привычкой немцев свой досуг проводить в горах, а также тем, что «в те трудные времена горы позволяли людям обрести душевное спокойствие». Горные фильмы оказались созвучными общественным настроениям.
В фильме «Гора судьбы» (1924, нем. «Der Berg des Schicksals») альпинист мечтает покорить неприступную вершину, но во время подъёма погибает. Его сын даёт обещание матери, что откажется от выполнения мечты отца. Когда его девушка поднялась на эту гору и оказалась под угрозой гибели, мать освобождает сына от клятвы. Ему удаётся спасти девушку, и он, исполняя мечту отца, поднимается на вершину во время снежной бури.
Другую модель поведения героев демонстрирует «Священная гора» (1926, нем. «Der heilige Berg»). Во время соревнования альпинист узнаёт, что его товарищ по восхождению влюблён в девушку, за которой он сам ухаживает. Герой бросается на товарища, тот подает в пропасть и повисает над ней на верёвке, которая их связывает. Герой приходит в себя и спасает его, но жертвует при этом собственной жизнью. Кракауэр отмечал, что герои «Священной горы» научились властвовать над своей страстью. С его точки зрения, такой героизм «не мог служить моделью поведения для людей, живущих в „поросячьих болотах“», однако имел сходство с духом национал-социализма и отличался антирационализмом. В этом фильме впервые в роли Диотимы появилась на экране актриса Лени Рифеншталь. Рифеншталь вспоминала, что каждый день ходила в кинотеатр на «Гору судьбы», пока наконец не решилась лично познакомиться с режиссёром фильма. Желание сыграть у Фанка лишило её покоя.
Автор статьи в справочнике «Режиссёрская энциклопедия. Кино Европы» Гарена Краснова утверждала, что в решении Фанка утвердить Рифеншталь на роль Диотимы сыграли три фактора: её красота, спортивность, а также покровительство юной танцовщице крупного банкира румынского происхождения Харри Р. Сокала, влюблённого в неё. Он арендовал залы для выступлений Рифеншталь, нанимал музыкантов, оплачивал её костюмы, а также заказывал хвалебные статьи в адрес танцовщицы. Расчёт оправдался. Банкир создал фирму «Х. Р. Сокал-фильм» и занялся кинобизнесом. Он участвовал с долей в 25 % в финансировании фильма «Священная гора», купил «Berg- und Sportfilmgesellschaft» и копировальную фабрику во Фрайбурге, принадлежавшие Фанку. На кинофестивале в Венеции в 1932 году фильм был отмечен Золотой медалью.
Профессор Университета Карнеги — Меллона и президент German Studies Association Стивен Брокманн в «Критической истории немецкого кино» отмечал, что до «Священной горы» в фильмах Фанка женщина не занимала большого места. В них была изображена «первобытная и очень мужская борьба между человеком и природой» — храбрый и благородный герой покорял вершину и боролся за выживание. Такой мужчина держался вдали от «феминизирующего влияния современного городского общества». Появление же Рифеншталь позволило режиссёру включить в свои картины тему романтической любви, что расширило популярность его фильмов.
Впоследствии Рифеншталь сыграла главные роли в картинах Фанка «Бури над Монбланом» (1930) и «Белое безумие» (нем. «Der weiße Rausch», 1931). Восхищение режиссёром к тому времени уже прошло, поэтому она на равных спорила с ним по поводу концепции монтажа своего фильма «Голубой свет», снятого в 1932 году. Всего же Рифеншталь снялась в пяти фильмах Фанка (кроме названных трёх, ещё и в фильмах «Большой прыжок — невероятная, но богатая событиями история», 1927, и «Белый ад Пиц-Палю», 1929).
Влюблённых в Диотиму персонажей в фильме «Священная гора» сыграли Луис Тренкер и Эрнст Петерсон (племянник Фанка, исполнивший несколько ролей в его фильмах). Музыкальное сопровождение для фильма написал Эдмунд Майзель, работавший с Сергеем Эйзенштейном над музыкой к «Броненосцу „Потёмкин“» и к картине «Берлин — симфония большого города».
В фильме Фанка «Большой прыжок» (1927, нем. «Der grosse Sprung», другое название — «Гита — девушка с козами») присутствуют несколько комедийных сцен. Зигфрид Кракауэр назвал его «пустяковой комедией». Другое мнение высказывал американский кинокритик Дэвид Ганстон. Он положительно воспринимал кафкианский абсурд и сюрреалистический юмор, а финал считал достойным лучших фильмов Мак Сеннета. В 1928 году Фанк снял в швейцарском городе Санкт-Морице фильм о II Зимних Олимпийских играх. Лента успеха не имела.
Ещё один горный фильм «Белый ад Пиц Палю» (1929, нем. «Die weiße Hölle vom Piz Palü») — результат сотрудничества Арнольда Фанка и известного австрийского режиссёра Георга Вильгельма Пабста. Фанк взял на себя натурные съёмки, а Пабст работу с актёрами и сюжет. На его приглашении настояла Рифеншталь, чтобы избежать примитивности сюжетов и главных героев. Приглашение Пабста превратило фильм в экзистенциальную трагедию, а привычное для Фанка восхождение на вершину в ритуальное движение к смерти.
Одна из берлинских газет писала: «Никогда ещё не бывало более захватывающей картины, никогда сопереживание не было более горьким, никогда растроганность не была столь велика, как при просмотре этого фильма». Французский историк кино Жорж Садуль писал о нём: «Самообладание восходителей, неистовство бурь и лавин, живописно-стремительное скольжение лыжников, горные вершины, вечные снега, вагнеровски величественные груды облаков стали для Фанка темами, которые он с большим мастерством использует в своих фильмах». Зигфрид Кракауэр считал этот фильм новым взлётом горного кино, отмечая артиста и профессионального лётчика Эрнста Удета за «ошеломляющие чудеса альпинистской сноровки». Он утверждал, что сентиментальность была неотъемлемой чертой горного фильма как жанра немецкого кино, но, вероятно, Пабст сумел ослабить мелодраматизм этого фильма.
В 1930 году Фанк поставил фильм «Бури над Монбланом» (нем. «Stürme über dem Mont Blanc», первоначальное название: «Над облаками»). Зигфрид Кракауэр охарактеризовал его как «смесь грандиозного и сентиментального». Особое внимание режиссёр уделил в фильме облакам. Историк кино отмечал, что кадр, открывающий документальный фильм «Триумф воли» Лени Рифеншталь, изображает такие же облака. По его мнению, этот кадр свидетельствует о том, что культ горных высот в фильмах Фанка и культ Адольфа Гитлера объединились в картине Рифеншталь. Фонограмма фильма «Бури над Монбланом» включает фрагменты сочинений Иоганна Себастьяна Баха и Людвига ван Бетховена, несущиеся с заброшенной радиостанции на Монблане, которые часто тонут в завываниях бури. В остальном Кракауэр отмечал вторичность этой картины по отношению к фильму «Белый ад Пиц-Палю». Молодому метеорологу на Монблане грозит смерть от мороза в обсерватории на вершине горы. Он остался там на Пасху, отказавшись от встречи с любимой, так как узнал из письма своего друга — берлинского музыканта, что тот тоже влюблён в эту девушку. Он уступает девушку другу. Его возлюбленная, которую снова играет Лени Рифеншталь, преодолевает множество опасностей, чтобы спасти метеоролога. Американский рецензент назвал «Бури над Монбланом» «нелепым до слёз», но Кракауэр считал, что он соответствует типично немецкому сюжетному шаблону о «вечном юноше». Монбланская обсерватория не существовала в действительности. По инициативе Фанка её интерьер — настоящий павильон с прожекторами — был построен в горах недалеко от Бернинской железной дороги.

### В Третьем рейхе
Советский кинокритик Эдгар Арнольди в 1934 году называл Арнольда Фанка одним из основоположников фашистской художественной школы. Жорж Садуль отмечал, что авторы горных фильмов в годы фашизма были активными сторонниками гитлеровского режима. Вместе с тем в создании горных фильмов активно участвовали и «левые» деятели кино: Ладислаус Вайда написал сценарий «Белого ада Пиц-Палю», а друг Бертольта Брехта Пауль Дессау написал музыку для «Бурь над Монбланом», «Белого безумия» (1931), «Охоты на лис в Энгадине», «SOS Айсберг» Арнольда Фанка и «Эй, северный полюс!», поставленного по замыслу Фанка Эндре Мартоном в 1933 году.
В комментариях к русскому изданию воспоминаний Рифеншталь утверждается, что Фанк отказался от сотрудничества с рейхсминистром народного просвещения и пропаганды Германии Йозефом Геббельсом. Ренате Лиссем-Брейнлингер считала, что изображение образов природы в вагнеровском героическом стиле давало возможность после Второй мировой войны интерпретировать режиссёра как «пионера Третьего рейха», хотя сам он с приходом Гитлера к власти оказался персоной нон грата из-за нежелания сотрудничать с нацистами. Теолог Эмиль Рюммеле, высоко оценивавший фильмы Фанка, утверждал, однако, что их вполне можно совместить с нацистской идеологией.
Жорж Садуль считал, что Арнольд Фанк, Луис Тренкер и Лени Рифеншталь после 1933 года стали «баловнями» гитлеровского режима. В 1937 году Фанк поставил в Японии фильм «Дочь самурая» (нем. «Die Tochter des Samurai») по собственному сценарию. В качестве сорежиссёра выступил работавший на студии «J. О.» Мансаку Итами. Кандидат искусствоведения Инна Генс называла его режиссёром тонкого и лирического склада. Поводом для совместной постановки Германии и Японии, по мнению Садуля, стал заключённый незадолго до этого Антикоминтерновский пакт между двумя державами. Неизвестно, от кого исходила инициатива создания фильма. Он был снят с участием японских актёров и, по мнению польского историка кино Богуслава Древняка, носил ярко выраженный пропагандистский характер. В частности, в фильме подчёркивалась нехватка пахотных земель в Германии и Японии, что ставило их в положение мировых аутсайдеров. Однако, как указывала искусствовед Жанин Ханзен, проект был задуман и начат ещё в 1935 году, то есть создатели фильма приступили к его реализации ещё до того, как получили чёткие указания от своих правительств. Фильм вышел на экраны два года спустя в двух разных версиях под двумя разными названиями. В Японии он был в прокате как «Новая земля» (яп. 新しき土). Различие в названиях связывают с напряжённостью, возникшей между двумя режиссёрами.
Японец Теруо возвращается из Германии на родину вместе с юной Гертрудой, которую он полюбил, но здесь его ждёт дочь японского аристократа, который в своё время дал сыну крестьянина Теруо возможность получить образование и мечтает о его браке с дочерью. Теруо едет в родную деревню. В нём пробуждается национальное сознание. Гертруда же проникается уважением к древним традициям Японии и сама отказывается от брака с любимым. В финале герой фильма переезжает в Маньчжурию, чтобы работать там на благо своей родины. Символами японской национальной идеи в фильме становятся гора Фудзи, цветущая сакура, храмовый комплекс Никко, горящая огнями Гиндза (главная улица Токио).
По словам авторов фильма, целью было «противопоставить слабому духу демократии дух нацизма и дух японского расизма». Японец должен оставаться верным национальному духу, а истинный немец обязан уважать дружественную державу. После съёмок Киноассоциация Японии вручила Фанку японский меч. Японская критика приняла фильм прохладно, хотя он и имел успех в прокате. Один критик даже писал, что «этот фильм является не более чем попыткой проводить на японском материале чуждую Японии нацистскую пропаганду». В Германии фильм получил статус «ценный в государственно-политическом и художественном отношении». Премьера состоялась в присутствии Йозефа Геббельса и нацистской элиты. Отзывы в немецкой прессе были в основном благоприятными. Протесты китайских дипломатов заставили немецких цензоров сократить несколько сцен о японских поселенцах в Маньчжурии. Дарлен Инкстер характеризовала фильм как «политическую уступку» Фанка и «успешную попытку снискать расположение нацистской иерархии».
В ходе работы над «Дочерью самурая» Фанк снял шесть короткометражных документальных фильмов в Японии, Китае и Маньчжоу-Го. Эти фильмы были посвящены истории, традициям и культуре японского народа. Они, по мнению Юнга, однако, приобрели независимо от намерений автора политический подтекст, например, когда стали использоваться для обоснования японской оккупации Маньчжурии. Бывшая гейша Кихару Накамура в своих воспоминаниях утверждала, что встречалась с Фанком на званом ужине во время съёмок фильма и получила предложение от продюсера сняться в эпизодах, изображая представительницу своей профессии, свободно владеющую английским языком. Предложение было отклонено под давлением Союза гейш, но обсуждавшиеся сцены вошли в фильм.
В 1936 году Арнольд Фанк в сотрудничестве с немецким охотником за крупной дичью, искателем приключений и режиссёром Хансом Шомбургком снял фильм «Дикая природа умирает» (нем. «Die Wildnis stirbt»). Создатели картины смогли обойтись без бросающихся в глаза пропагандистских лозунгов. Спустя несколько лет Фанк снял фильм «Робинзон» (1940, нем. «Ein Robinson — Das Tagebuch eines Matrosen»). Этот фильм, снятый в 1939 году в Чили и Южной Аргентине, показывал зрителям «пиратские методы» британского флота в годы Первой мировой войны и судьбу одного из членов экипажа крейсера «Дрезден», который, не желая попасть в плен, взорвал судно. Лишь спустя 20 лет главный герой возвращается на родину. Всего в годы Третьего рейха режиссёр снял шесть полнометражных фильмов. Жорж Садуль писал, что после фильма «Робинзон» Фанк фактически прекратил активную деятельность в кинематографе.
В начале 1940 года Лени Рифеншталь приступила к экранизации одной из любимых опер Гитлера — «Долины» Эжена Д’Альбера, в основе сюжета которой лежал конфликт крестьян-горцев с крупным землевладельцем из долины, который должен был стать в фильме воплощением «мирового еврейства». Натурные съёмки начались в августе 1940 года, но не в Пиренеях, где происходит действие оперы, а в Баварских Альпах. Павильонные съёмки проходили с января 1942 года в Йоханнистале и Бабельсберге. В качестве статистов по договору с СС были задействованы 120 заключённых цыган — 53 из сборного лагеря Максглан рядом с Зальцбургом и 67 из концлагеря Марцан под Берлином. Впоследствии большинство из них погибли в концлагере Освенцим. Рифеншталь поручила Арнольду Фанку сцены с волком. Через месяц она отсмотрела десять тысяч метров материала, снятого Фанком. По мнению Рифеншталь, «всё, за исключением пары эпизодов», никуда не годилось. Фанк снимал со слишком большого расстояния. Волк за время съёмок сдох, и пришлось искать нового.
Лени Рифеншталь заказала Арнольду Фанку пропагандистские документальные фильмы о «Новом Берлине» личного архитектора Гитлера, рейхсминистра вооружения и военного производства Альберта Шпеера (Фанк снимал макет будущего города), о системе долговременных и полевых укреплений под названием «Атлантический вал», созданной германской армией в 1940—1944 годах, и о ведущих скульпторах того времени Арно Брекере и Йозефе Тораке для своей продюсерской компании «Лени-Рифеншталь-Фильмпродукцион». Дарлен Инкстер называла эти фильмы «небрежными и скучными».

### Отход от кинематографа
В последние месяцы войны Арнольд Фанк работал в контрразведке и не был зачислен в фольксштурм. Ему удалось сфабриковать приказ самому себе покинуть Берлин. Он направился в Хёхеншванд, где его жена и сын остановились у местного врача. В 1946 году семья переехала в загородное поместье Лилиенхоф недалеко от Ирингена в земле Баден-Вюртемберг. «Все без исключения мои лыжные, горные и экспедиционные фильмы были посвящены борьбе человека с природой, а не между людьми», — заявил Арнольд Фанк в 1946 году в ходе процесса денацификации. Следственный комитет во Фрайбурге засвидетельствовал отсутствие его активной деятельности в НСДАП (он был определён только как «симпатизант» фашистского режима) и охарактеризовал самого режиссёра как «одного из крупнейших немецких деятелей искусства».
Фанк писал в своих мемуарах о трёх годах работы в  после окончания Второй мировой войны. Основываясь на этом, ведущий специалист-искусствовед в Госфильмфонде России Алиса Насртдинова делала вывод, что, когда режиссёру было запрещено снимать фильмы из-за связей с национал-социалистической партией, в неё Фанк, по словам Насртдиновой, вступил в 1940 году (по данным Landesarchiv Baden-Württemberg, режиссёр только подал заявление о приёме в неё, а произошло это в 1941 году, а изданная в США под редакцией основателя исследовательского центра CineGraph Ханса-Михаэля Бока «Энциклопедия немецкого кино» даже утверждает, что «он отказался вступить в нацистскую партию»), он «до самой смерти будет заниматься лесной промышленностью. Особенно язвительные уточняют — великий режиссёр стал лесорубом». Данному утверждению противоречат свидетельства других историков кино, что Фанк пытался в это время начать новую карьеру в кино, возродив компанию «Berg- und Sportfilmgesellschaft», и надеялся в этом на поддержку властей города Фрайбурга. Этот план, однако, не осуществился. Возобновить деятельность в кинематографе ему не удалось из-за предполагаемых связей с национал-социалистами в годы Третьего рейха. Правда, в последние годы жизни он работал на телевидении ФРГ.
Старые фильмы Фанка периодически демонстрировали на кинофестивалях и по телевидению. Сам отставной режиссёр ушёл в частную жизнь и увлёкся азартными играми. В последние годы жизни он диктовал свои воспоминания «Он снимал ледники, бури и лавины — рассказывает пионер кино» (нем. «Er führte Regie mit Gletschern, Stürmen und Lawinen — ein Filmpionier erzählt», изданы в 1973 году в издательстве Nymphenburger Verlagsbuchhandlung) молодой жене. После краха Третьего рейха Фанк подчёркивал своё сотрудничество с еврейскими продюсерами. Воспоминания содержат детальную информацию о профессиональной деятельности и о восторженной реакции публики на фильмы Фанка. Обстоятельства личной жизни в мемуарах не акцентируются. Режиссёр упоминает, например, что потерял свою берлинскую виллу, но не указывает, что она попадала под действие закона о реституции. Ренате Лиссем-Брейнлингер в биографическом справочнике жителей земли Баден-Вюртемберг писала, что в старости Фанк жил в достаточно скромных финансовых условиях, но не жаловался на это, сохранив способность ощущать себя счастливым. Его, однако, раздражало забвение своего вклада в развитие кинематографа. В 1964 году Фанк был отмечен национальной премией за выдающийся вклад в немецкое кино, однако за пределами Германии он был мало известен. Режиссёр скончался 28 сентября 1974 в городе Фрайбурге-им-Брайсгау.

## Личная жизнь
Арнольд Фанк исповедовал протестантизм, был трижды женат. После окончания Первой мировой войны Фанк в возрасте тридцати лет поселился в Берлине, где служанка его матери в 1919 году родила ему внебрачного сына, которого он позже усыновил. В то время он зарабатывал себе на жизнь продажей ковров. Первый раз режиссёр вступил в брак в 1920 году в Цюрихе. Его супругой стала Натали Заремба. Это была его бывшая однокурсница русско-польского происхождения, с которой Фанк дружил в студенческие времена в Цюрихе. Вскоре после замужества она заболела раком. Второй брак был заключён в 1934 году в Берлине. Супругой режиссёра стала Элизабет (Лиза) Кинд. Она родилась в 1908 году. Брак распался в 1957 году. Позже Элизабет снова вступила в брак. Элизабет работала секретаршей и была весьма красива. С ней Фанк переехал на собственную большую виллу в Ванзее. В последний, третий раз Арнольд Фанк женился в 1972 году в возрасте 83 лет во Фрайбурге на Юте Дитрих (ей к тому времени было только 32 года). Источники упоминают двух сыновей Фанка: приёмного и сына, родившегося во втором браке.
Лени Рифеншталь в своих мемуарах утверждала, что режиссёр был страстно влюблён в неё, однако актриса отвергла его чувства, ограничившись только профессиональными и дружескими отношениями. Это не остановило Фанка. Он засыпал любимую дорогими подарками: уникальными изданиями Фридриха Гёльдерлина и Фридриха Ницше, гравюрами на дереве Кете Кольвиц, графикой Генриха Цилле и Георга Гросса, подарил велосипед, ревновал её, писал любовные послания и стихи, которые подкладывал ей под подушку, пытался покончить с собой, бросившись в реку, вступил в драку с Луисом Тренкером, к которому Рифеншталь проявляла симпатию. Актриса утверждала, что ей «не раз… доводилось замечать у Фанка некую садистскую жилку, да и мазохистскую тоже». Она, однако, называла Фанка своим духовным наставником, в мемуарах подробно рассказывала, как он давал ей уроки режиссуры и монтажа. Сразу после окончания войны Фанк полностью порвал отношения с Лени Рифеншталь, заявив, что не хочет иметь с ней ничего общего. Позже он угрожал ей принудительным платежом за старый долг, размер которого составлял всего лишь 500 марок.
Английская писательница и альпинистка, лауреат трёх премий за литературные произведения об альпинизме Одри Салкелд так характеризовала личность режиссёра: «Арнольд Фанк был из породы игроков в покер… Каким бы скромным и
молчаливым он ни был с виду, он… жил своими страстями, а страсти его были страстями фанатика… Он не признавал ни полумер, ни возможности поражения».
Мать Фанка собрала большую библиотеку, включавшую произведения поэтов, писателей, философов. Большинство книг имели красивые кожаные переплёты (сестра режиссёра была переплётчицей). В доме Арнольда Фанка была коллекция рисунков и гравюр Кете Кольвиц, Георга Гросса и других современных художников. Режиссёра отличали эрудиция и глубокое знание современного искусства, он ценил хороший юмор.

## Особенности творчества

### Искусствоведы о замысле фильмов Фанка и его соотношении с философскими и эстетическими концепциями
Зигфрид Кракауэр ставил в один ряд развитие горного фильма в творчестве Арнольда Фанка и рост пронацистских тенденций в немецком обществе. Он писал, что психология героев фильмов режиссёра имеет близкое родство с духом нацизма. Всеобщее помешательство на фильмах Фанка он объяснял ростом иррационализма в общественном сознании и свидетельством духовной незрелости немцев в это время. Фильмы Арнольда Фанка, по мнению Кракауэра, предлагали для немца в эпоху Веймарской республики одну из четырёх моделей выхода из тяжёлого духовного состояния, которое было связано с поражением Германии в Первой мировой войне. Точку зрения Кракауэра разделила американская писательница и кинокритик Сьюзен Зонтаг в статье «Магический фашизм» (1975). Она писала:

Вульгарно-вагнерианские декорации, в которые Фанк помещал Рифеншталь, не были просто данью романтизму. Несомненно, задумывавшиеся в момент творения как совершенно аполитичные, из сегодняшнего дня эти фильмы однозначно прочитываются, по замечанию Зигфрида Кракауэра, как антология протонацистской чувственности. Скалолазание в фильмах Фанка выступало навязчивой визуальной метафорой безграничного стремления к возвышенной мистической цели — прекрасной и пугающей одновременно, — которой позднее суждено было облечься в конкретную форму культа фюрера.— Сьюзен Зонтаг. Магический фашизм
Ули Юнг писал, что Фанка часто обвиняли в близости к эстетике фашистского киноискусства. Искусствовед утверждал, что Фанк не был нацистом, но его действительно можно считать лидером «реакционного авангарда», так как он выступал за «идеологию мужественной силы». Однако, по утверждению Юнга, нацисты «нейтрализовали» Фанка в 1940 году и запретили ему съёмки художественных фильмов. Даже документальный фильм о Новом Берлине, над которым работал Фанк по инициативе Рифеншталь, был прерван после многих лет работы. С точки зрения кинокритика, последние документальные фильмы режиссёра уже не несут в себе особенностей его индивидуального стиля.
Профессор Университета Эрлангена — Нюрнберга имени Фридриха — Александра, доктор философии Кай Киршманн отказывался видеть в фильмах Арнольда Фанка веймарского периода «протофашистскую» эстетику. При этом он признавал, что дневники и письма Фанка содержат сомнительные фольклорные и антисемитские пассажи, а его сотрудничество с нацистами в 1930-е годы может навести на подобные предположения. Отказывал он режиссёру также в антирационализме и в разочаровании в цивилизации. С его точки зрения, ситуация более противоречива, чем предполагал Кракауэр. Киршманн обращал внимание, что Фанк пришёл в кино через фотографию и описывал свои фильмы как «чисто реалистическое воспроизведение» действительности, выступал против любой попытки подражать живописи, хотя допускал, что кинематографическое изображение может быть подвергнуто «стилизации» (замедленная съёмка, работа со специальными эмульсиями для обработки плёнки). «Маски и большие фокусные расстояния» Киршманн называл основными modi operandi «стилизованной объективности» режиссёра. Сам исследователь объяснял энтузиазм Фанка по отношению к горам и облакам его детским опытом исцеления болезни в горах и увлечённостью красотой лыжного спорта и альпинизма в сочетании со скрытой неприязнью к «неспортивным» горожанам. Переход Фанка от документального кино к съёмкам художественных фильмов Киршманн воспринимал как уступку запросам общества и экономической конъюнктуре. Исследователь даже называл Фанка «режиссёром с фотографическим мышлением, который, к своему огорчению, вынужден был населить свои… картины историями и персонажами». У Фанка Киршманн видел борьбу человека против вершины, а не борьбу света с тьмой, которая станет характерна для фашистской пропаганды и соотносится с представлением, что немец стоит между природными фронтами, находящимися в борьбе друг с другом, — Севером (для жителей которого — арийцев — характерна самоотверженность, возникшая под натиском враждебных сил природы) и Югом («богатым солнцем, благополучием и изобилием»).
Уолтер Баэр в диссертации на соискание учёной степени доктора философии по кино и медиаискусствам писал, что Зигфрид Кракауэр интерпретировал горные фильмы Арнольда Фанка как попытку немецкой нации справиться с превратностями послевоенной истории («попытка… бегства с неспокойных улиц современности от аномии и инфляции в первозданный мир заснеженных вершин и всепоглощающей стихии»), обратившись к «идолопоклонству перед природой», по своей сути несовместимому с рациональным подходом к действительности. Сам он настаивал, что эти фильмы стали формой «переосмысления самого дуализма природы и истории» в эпоху Веймарской республики. Он подчёркивал вклад жанра горного фильма в критику историзма в начале и середине XX века. По мнению Баэра, Арнольд Фанк изображал «деструктивное взаимодействие противоположных друг другу и в конечном счёте непримиримых сил — человека и природы» в духе более поздних представлений немецкого философа Теодора Адорно о «негативной диалектике».
Уолтер Баэр предложил вычленить в фильмах Фанка новизну на уровне эстетической и повествовательной формы. Ко второй он относил «символы социальной, технологической и экономической модернизации» (изображение туристов, пансионатов, автомобилей, спортивного инвентаря и спортивных мероприятий). К первой — использование новейших моделей камер, образцов фотоплёнки и объективов, а также инновации в съёмке: установку кинокамеры на лыжнике, новаторские методы монтажа, нарушение линейного развития сюжета воспоминаниями, видениями, не связанными с ним прелюдией и аттракционами (танцевальные номера, лыжная гонка). По мнению исследователя, такое отношение к сюжету указывает на амбивалентность отношения к человеческому опыту (истории). Этим же он объясняет и противоречие между «великолепными документальными образами природы и бессмысленными надуманными сюжетными линиями». Первый же титр фильма «Священная гора» переносит повествование из исторической реальности в царство сказки или мифа. Баэр связывал образ Диотимы из этого фильма с «Пиром» Платона, а в главном герое видел сходство с Заратустрой Фридриха Ницше и Парцифалем из романа Вольфрама фон Эшенбаха и оперы Рихарда Вагнера. Восприятие гор героями фильма различно. Если Диотима отождествляет вершины с красотой, то Друг воспринимает их в традициях Ницше «как места возвышенной силы, самоанализа и самопреодоления». Последнее представление в фильме эволюционирует от места героического действия к стихии, которая свирепа и опасна для жизни.
Фильм Фанка «Священная гора», который исследователь рассматривает как образец горных фильмов режиссёра, построен, по мнению Баэра, на противопоставлении гор и моря, а также на переводе его в гендерные представления. Борьба («вода размывает и даже разрушает берега») и объединение («свадьба») двух природных элементов — метафора отношений мужчины и женщины. Противопоставление как гендерных тел, так и природных сил, пронизывает визуальные и повествовательные элементы фильма. Фильм, в представлении Баэра, напоминает послевоенные немецкие «мужские фантазии». Альпинизм (главный герой — Друг) и танцы (Диотима) Баэр воспринимал как гендерные формы деятельности и способы отношения к природе. Диотима — одновременно роковая женщина, мать и религиозная икона (уподобляемая «святой» или «Мадонне»), фильм изображает её как внеисторическую (идея «вечной женственности», однако «предполагает историчность и конечность» данного образа), естественную силу, но в меньшей степени, чем «неподвижный доисторический валун в ландшафте». Фильм, по мнению Баэра, повествует об утраченной гармонии между человеком и природой, что ведёт к катастрофе, несёт в себе вызов метафизическим предпосылкам идеализма и экзистенциализма, отвергает концепцию Гёльдерлина о красоте, которая синтезирует противоположности и объединяет влюблённых, мистифицирует смерть и облагораживает самопожертвование, утверждая христианское видение смерти как средства искупления.
Ландшафтная архитектура фильма, с точки зрения Баэра, также внеисторична: соседствуют греческие колонны и модернистские элементы; изображение природного ландшафта вызывает в памяти произведения художников-романтиков, а спасательный отряд с факелами напоминает абстрактные фильмы; видение готического «ледяного собора» — проекты немецких архитекторов-экспрессионистов.
Доктор философии, профессор Мичиганского университета Иоханнес фон Мольтке считал ошибкой рассматривать фильмы Фанка в контексте формирования и утверждения национал-социализма. Такой же ошибкой он считал восприятие этих работ режиссёра «как аполитичных и, следовательно, безобидных». Он сопоставлял фильмы режиссёра с романами баварского писателя Людвига Гангхофера и предлагал анализировать их в русле развития представлений немцев о «родине» (нем. Heimat), понятие это имеет коннотации, характерные для немецких культуры и общества, связано с немецким национализмом, немецкой государственностью и не имеет точного эквивалента в других языках. В фильме «Бури над Монбланом» он вычленял три локации, которые олицетворяют три главных героя: метеостанция на вершине горы (Ханнес, работающий на ней), обсерватория и деревня в долине (героиня Лени Рифеншталь) и мегаполис Берлин (органист Вальтер). По мнению исследователя, в трактовке природы, взаимоотношений персонажей и их характеристике заметно следование Фанка основным принципам романтизма.
Режиссёр объединяет образы горной вершины и старинного собора в сцене, где Ханнес слушает через наушники по радио игру на органе своего друга. При этом он стоит на открытом пространстве и созерцает окружающие его горы. Мольтке утверждал, что пейзаж у Фанка — не декорация для повествования, а самоценный объект. Демонстрация зрителю этого объекта осуществляется режиссёром с помощью новейших на то время средств, технологий и художественных методов, но имеет некоторый религиозный подтекст — у Фанка «цивилизованное „пространство“ вторгается в естественное „место“ и трансформирует его», «Альпы — вряд ли вечное царство возвышенного, они притягивают современность». Мольтке делал вывод о диалектике фильмов Фанка: он показывает природу с точки зрения эстетических представлений «века машин» и использует природу, чтобы «наполнить возвышенным» новые технологии и технику. Сравнивая горные фильмы Фанка и Рефиншталь, исследователь писал, что для первых характерны возвышенность и героизм, а для вторых — буколичность и фольклорность (по словам Мольтке, Рифеншталь «превратила альпийское пространство в туристическую достопримечательность»), но прослеживал преемственность от первых ко вторым в русле развития представлений о Heimat в немецком обществе.
Работа над документальными фильмами, по мнению Алисы Насртдиновой, приводила Фанка к следованию романтическому трансцендентализму в духе немецкого философа-идеалиста Фридриха Вильгельма Йозефа Шеллинга: «Знания человека о себе и об окружающем мире приводят к сознательному выражению бессознательной жизни в природе». Режиссёр переносил на экран в своих игровых фильмах образы из картин Каспара Давида Фридриха, Филиппа Отто Рунге и Йозефа Антона Коха. Он превратил природу в главное действующее лицо фильма. Герой его фильмов — медиум, посредством которого можно понимать природу.

### Особенности организации съёмочного процесса
«Энциклопедия немецкого кино», вышедшая в США в 2012 году, характеризовала Арнольда Фанка как режиссёра-индивидуалиста, работавшего первоначально на периферии мейнстрима. Рамки его положения «свободного художника», использовавшего коллажный монтаж, резко сузились, как только он начал работать на другие продюсерские компании и свернул на пути традиционного повествовательного кино.
Съёмочная группа Фанка была невелика. Она чаще всего состояла лишь из 5—6 человек — профессиональных спортсменов. Инструкторами и проводниками были операторы Ханс Шнеебергер, Рихард Ангст и актёр Луис Тренкер. Персонажи фильмов Фанка предельно достоверны в изображении своих функций альпинистов, но «человек интересовал Фанка только с точки зрения взаимоотношений с природой». Красоту он видит в физическом совершенстве — силе и ловкости, а силу духа — «в архитектуре лица». На крупном плане она характеризуется «глубокой светотеневой прорисовкой» (сотрудник отделения истории Викторианского университета в Канаде Том Саундерс описывал одну из сцен в фильме «Белый ад Пиц-Палю», где в кадре находятся несколько персонажей, а фокус и освещение лица у них различны). Однако именно человеческого в героях мало. Они больше походят на изваяния из бронзы. Алиса Насртдинова считала подобное изображение порождением суровой природы, которую изображал Фанк. На съёмках режиссёр демонстрировал «уникальные» спокойствие и самообладание, утверждал, что любые объекты достойны качественной съёмки: люди, животные, облака, вода, лёд. Самое важное при этом — «превзойти средний уровень, отойти от привычных представлений и по возможности увидеть всё новым взглядом». В 1926 году Фанк замышлял снять фильм «Зимняя сказка». В сюжете сказочный мир и реальность образовывали гармоничное единство, предвосхищая послевоенные фильмы Уолта Диснея. Должен был быть создан фантастический мир из снега, льда и света. Были уже готовы эскизы и красивые куклы, созданные жившим в Вене чешским художником. Съёмки планировались в Исполиновых горах из-за исключительной красоты характерного для них инея. Смета фильма, однако, оказалась равной смете грандиозного «Метрополиса» Фрица Ланга. Поэтому «Зимняя сказка» осталась только на уровне замысла. Ещё одним несостоявшимся проектом, в котором в качестве режиссёров должны были выступать Арнольд Фанк и выдающийся театральный режиссёр Макс Рейнхардт, была «Пентесилея» по пьесе Генриха фон Клейста на основе античного мифа о царице амазонок. Заглавную роль должна была исполнить Лени Рифеншталь.
В отдельных своих фильмах режиссёр использовал экстремальные для артистов методы съёмки, которые, по его мнению, должны были обеспечить романтическую атмосферу картины. В «Большом прыжке» Лени Рифеншталь босиком в течение нескольких недель ходила по доломитовой крошке, поднимаясь перед камерой на скалы. В одной из сцен она в ночной рубашке переплывала альпийское озеро Карерзее при температуре воздуха 6 °. Режиссёра привлёк блеск переливов различных оттенков зелёного цвета его воды. Некоторые актёры выражали неудовлетворённость самим процессом и результатами съёмок у Фанка: «Длительность процесса производства этих фильмов и ограниченное число игровых сцен, которые к тому же и по времени далеко отстояли одна от другой, не могли стать полноценным творческим процессом». Лени Рифеншталь открыто писала, что «артистам он не уделял должного внимания». Актриса вспоминала: «для него ничего не стоит поставить актёров в опасные ситуации, лишь бы получить выигрышные кадры». Большинство трюков в фильме «Белый ад Пиц-Палю» снимались без страховки. Ограниченный бюджет диктовал ускорение съёмок. Не было возможности привязывать и отвязывать страховочный канат. Фанк отрицательно относился к дублёрам, требуя, чтобы исполнитель роли сам выполнял его обязанности. По сценарию фильма «SOS. Айсберг», требовалось, чтобы Рифеншталь в роли пилота врезалась в отвесную стену айсберга, а при возгорании самолёта, выпрыгивала в воду.

### Мир художественных образов фильмов Фанка
Съёмочный процесс Фанк воспринимал как исследовательскую лабораторию: использовал необычные ракурсы, пытаясь передать идею (др.-греч. εἶδος — вид, облик, образ) гор, «динамику, изменчивость, фактурность поверхностей, движение света и тени, свечение и блеск», ощущение магической реальности, применял замедленную и ускоренную съёмку, создавая, по словам Алисы Насртдиновой, «абстрактную поэзию». Статья Зигфрида Кракауэра, опубликованная в апреле 1925 года в газете Frankfurter Zeitung, передаёт восхищение современников от этого эффекта. Он писал про изображение несущихся с огромной скоростью на экране облаков: «процессы, требующие многих часов для развёртывания в природе, представлены здесь за несколько минут». Впечатления зрителя от восприятия искажения времени он назвал «чарующим оптическим опьянением».
Для фильмов Фанка характерно сочетание эксперимента и импровизации. Он использовал фильтры и наборы линз, покадровую съёмку, анимацию, декорации, съёмку через устройства обработки изображений, искусственное освещение, магниевые ракеты, генераторы ветра и динамит. Это вело к антропоморфизации природы и киностилизации реальности. По мнению Дарлен Инкстер, появление Рифеншталь в фильмах Фанка привело к развитию более сложных сюжетных структур, расширив зрительскую аудиторию фильмов. В образе девушки, интеллектуально и физически развитой, энергичной и обычно безразличной к домашнему хозяйству, Фанк представил новое видение
современной женщины, резко отличающейся от героинь Strassenfilm («уличных фильмов»), жанра, широко распространённого в ту эпоху.
Лени Рифеншталь, до этого никогда не интересовавшаяся горами и альпинизмом, так описывала первые впечатления от просмотра фильма Фанка: «Уже первые кадры меня очаровали: горы, облака и зелёные склоны альпийских лугов. Таких пейзажей я ещё не видела — те, которые я знала по почтовым открыткам, казались искусственными, застывшими. Но здесь, в фильме, выглядели живыми, таинственными и захватывающими. Никогда не предполагала, что горы могут быть такими красивыми… Я очень захотела побывать в этих сказочных местах». Среди современных историков кино творчество Фанка, его сотрудников и последователей получило название «Фрайбургская школа».
Конфликты и истории в фильмах Фанка представляются современному киноведу Игорю Беленькому «вымышленными и искусственными», но, с его точки зрения, даже такой сюжет был необходим «в качестве каркаса для зрелища» безмолвного мира горных склонов, долин и ледников. Белый лёд эффектно смотрится на фоне неба, по которому медленно проплывают облака, необыкновенных размеров сосульки свисают с крыш горных хижин, на ледяных стенах играют огни факелов.
Восхищённую статью о фильме «Бури над Монбланом» написал венгерский писатель, поэт, драматург, сценарист, теоретик кино, доктор философских наук Бела Балаж. Он отмечал острую дискуссию, развернувшуюся вокруг фильмов Фанка, которого он называл «трудным ребёнком» кинематографа, и связывал споры с противопоставлением в его фильмах «мелких человеческих судеб» и величественных образов мира горных вершин. Статья Балажа была наполнена похвалами в адрес изображения режиссёром природы, особо автор отмечал «космическую монументальность» и «героические батальные сцены» «не предназначенной для человеческих глаз» природы. Особое внимание Балаж уделил звуковому сопровождению картины: Фанк в снежной буре заставил зазвучать над «полосой ледников»… «колокольный звон» и «хор, исполняющий реквием „Dies irae“ [Моцарта], доносящийся из радио в хижине». Он весьма критически высказался об обывателях, которым недоступно правильное, с его точки зрение, восприятие фильма Фанка и провозглашаемых в нём ценностей: «Ну и пусть чахнут дальше в своих уютных мещанских норках, где не требуется ни самоотверженности, ни жертвенности, ни фанатизма». Ханс-Йоахим Шлегель, анализируя эту статью венгерского историка кино, отмечал, что Балаж не принимает во внимание, что слова «самоотверженность», «жертва», «фанатизм» уже тогда были ключевыми в лексиконе набирающих силу сторонников Гитлера. Сами картины Фанка Шлегель называет «природно-мифическими горными фильмами».
Профессор Кай Киршманн предлагал в анализе фильмов режиссёра исходить из их собственного художественного мира. Так, с его точки зрения, облака у Фанка выполняют две функции. Они используются «либо для обозначения вертикальной границы на изображении… или в качестве фона изображения… на котором фигуры [персонажей]… представляются в виде абстрактных силуэтов». Сцену с облаками в фильме «Бури над Монбланом» Киршманн сравнивал с картиной Фридриха «Странник над морем тумана» и утверждал, что «эстетское бегство от мира, вероятно, является центральным мотивом этого типа изображения». Однако исследователь отмечал, что природа интересует режиссёра в первую очередь процессом своего перехода от статики к динамике. В этом отношении облака, постоянно меняющие свою форму, гораздо более подходящая среда, чем горы и ледники. Киршманн писал о близости Фанка к авангарду в изображении абстрактного орнамента лыжни на снегу, а снежная пыль и дым от факелов в ночных кадрах служат режиссёру для создания изысканного пространства персонажам, превращённым в теневые фигуры. Интерес Фанка к человеческому облику, по его мнению, «строго фотографичен», что выражается, в частности, в склонности к демонстрации зрителю покрытых льдом и снегом лиц, в связи с чем они «неизбежно невыразительны». Пейзажи, в свою очередь, становятся отражением душевного состояния главных героев.
Польский историк кино Ежи Бонавентура Тёплиц в многотомной «Истории киноискусства» характеризовал фильмы Арнольда Фанка как неровные в художественном отношении, но выдающиеся в изобразительном.

## Арнольд Фанк в публицистике, беллетристике и культуре
В 1950 году режиссёром Рольфом Ханзеном в ФРГ был снят ремейк фильма «Белый ад Пиц-Палю» под названием «Фён» (нем. «Föhn»). Российский эссеист Николай Надеждин подробно рассказал о взаимоотношениях режиссёра и Лени Рифеншталь в своей беллетризированной биографии немецкой актрисы и танцовщицы. Автор повествует об их профессиональных отношениях, оставляя в стороне отношения личные.
Арнольд Фанк стал персонажем пьесы «Синий свет» канадской писательницы Миеко Оучи. В одной из сцен он спорит с Лени Рифеншталь на съёмках фильма в Австрии. Пьеса была поставлена в 2016 году на камерной сцене Академического Малого драматического театра — Театра Европы режиссёром Олегом Дмитриевым. Спектакль не привлёк серьёзного внимания специалистов. Художественный критик Ольга Комок характеризовала постановку так: «Пробежка по биографии Рифеншталь достойна школьного реферата и аккуратно проиллюстрирована кадрами из её фильмов». Низко она оценила и саму пьесу: «мораль пьесы „Синий свет“ нехитрая, ответы на все больные вопросы — как на ладони».